# Brittany Elmslie
Brittany Elmslie, née le 19 juin 1994 à Nambour dans le Queensland, est une nageuse australienne. 
Elle fait partie du relais féminin sacré champion olympique en 4 × 100 mètres nage libre aux Jeux olympiques d'été de 2012.

## Palmarès

### Jeux olympiques
- Jeux olympiques de 2012 à Londres :
  -  Médaille d'or du relais 4 × 100 m nage libre
  -  Médaille d'argent du relais 4 × 200 m nage libre (ne participe pas à la finale)
  -  Médaille d'argent du relais 4 × 100 m quatre nages (ne participe pas à la finale)

- Jeux olympiques de 2016 à Rio de Janeiro :
  -  Médaille d'or du relais 4 × 100 m nage libre

### Championnats du monde
- Championnats du monde 2013 à Barcelone (Espagne) :
  -  Médaille d'argent du relais 4 × 100 m nage libre (ne participe pas à la finale)
  -  Médaille d'argent du relais 4 × 200 m nage libre
- Championnats du monde 2017 à Budapest (Hongrie) :
  -  Médaille d'argent du relais 4 × 100 m nage libre